# Braquis
 Braquis  es una población y comuna francesa, en la región de Lorena, departamento de Mosa, en el Distrito de Verdún y cantón de Étain.

## Demografía
| 114 | 105 | 104 | 106 | 87 | 85 |
| Para los censos de 1962 a 1999 la población legal corresponde a la población sin duplicidades (Fuente: INSEE [Consultar]) |     |     |     |    |    |

## Personas vinculadas
- Franz Marc, pintor alemán.